# Saint-Julien-Boutières
Saint-Julien-Boutières is een plaats en voormalige gemeente in het Franse departement Ardèche (regio Auvergne-Rhône-Alpes) en telt 215 inwoners (1999). De plaats maakt deel uit van het arrondissement Tournon-sur-Rhône. Saint-Julien-Boutières is op 1 januari 2019 gefuseerd met de gemeente Intres tot de gemeente Saint-Julien-d'Intres. 

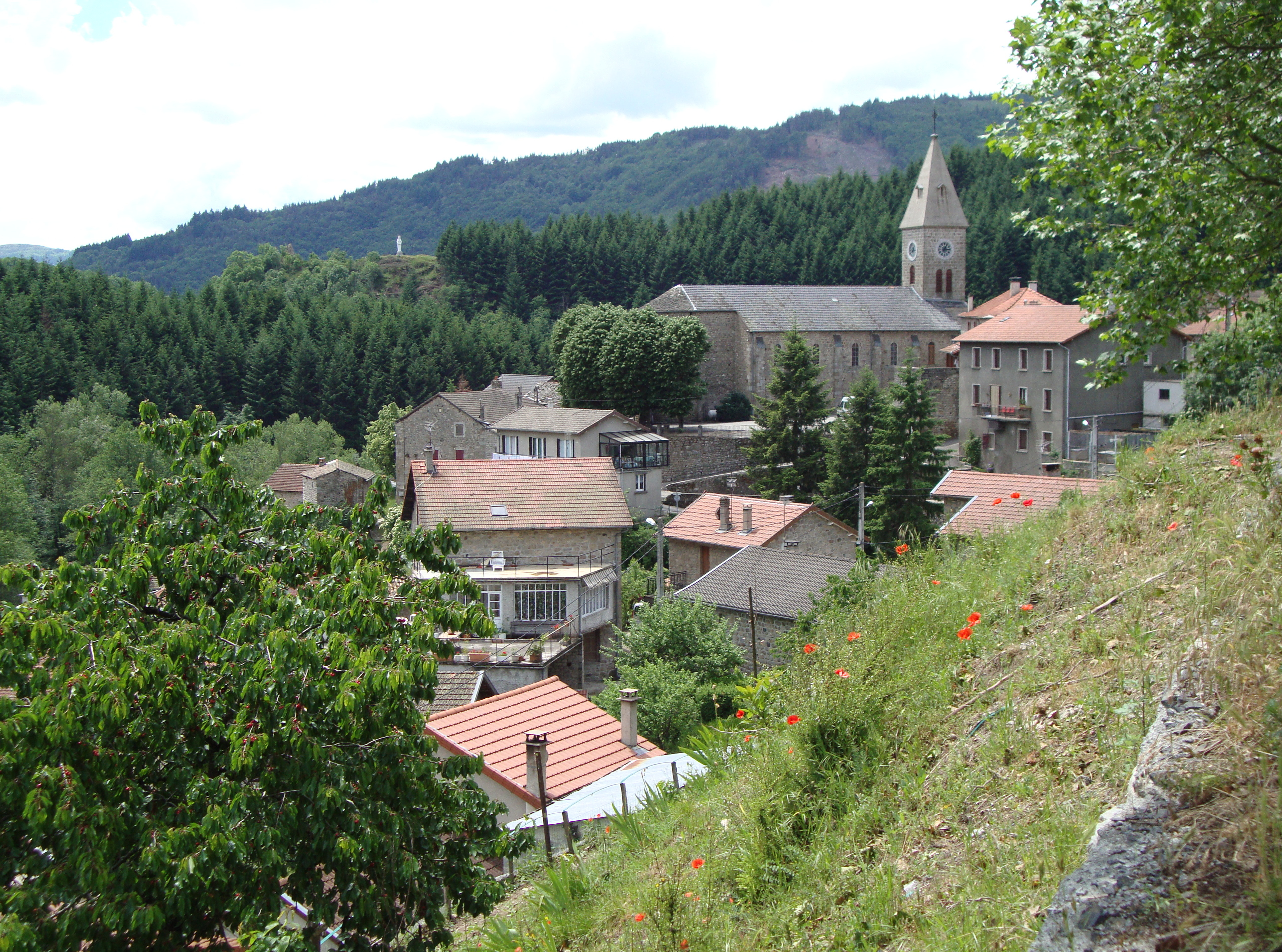
St.Julien-Boutières
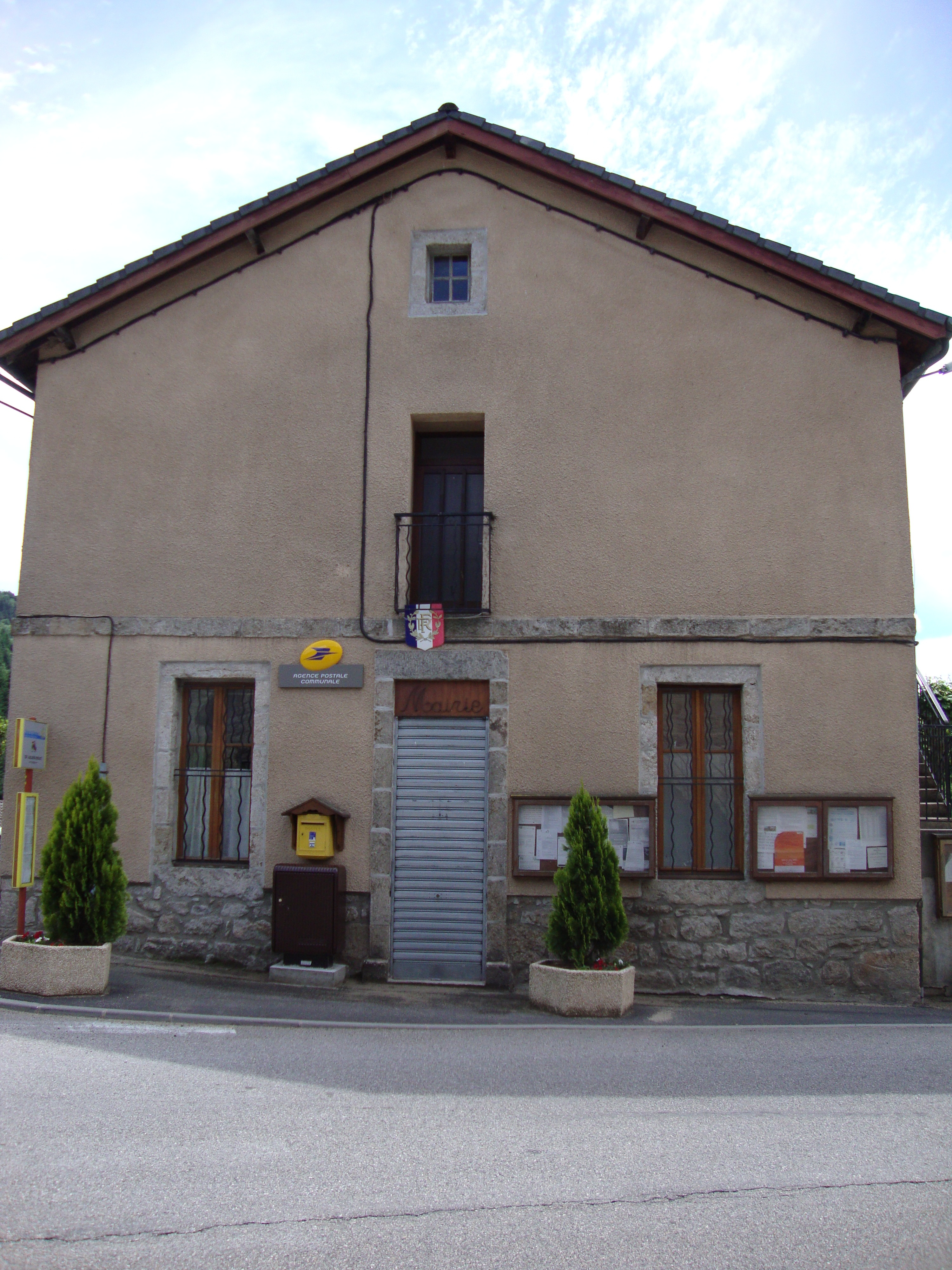
Gemeentehuis
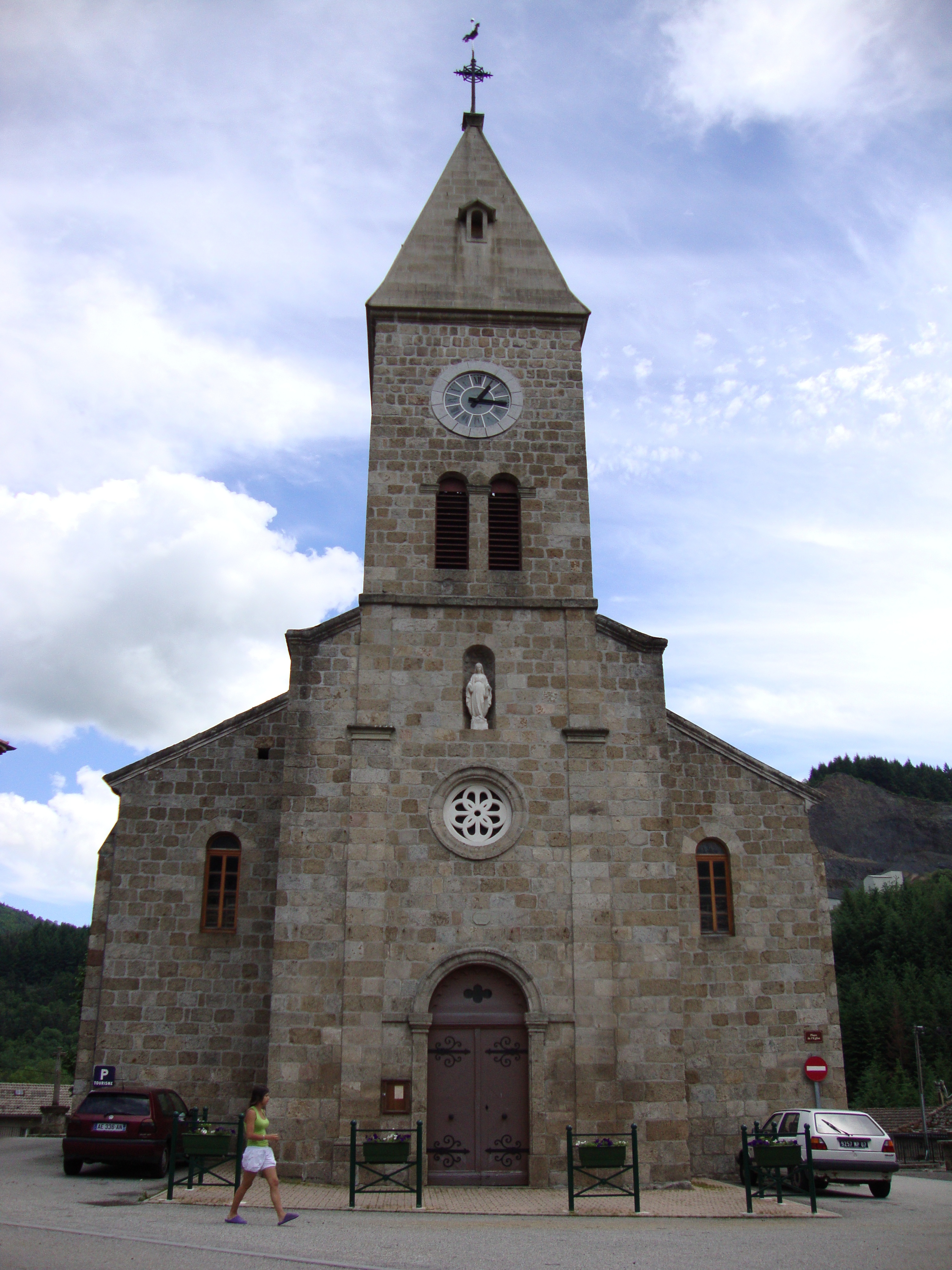
Kerk van St.Julien-Boutières
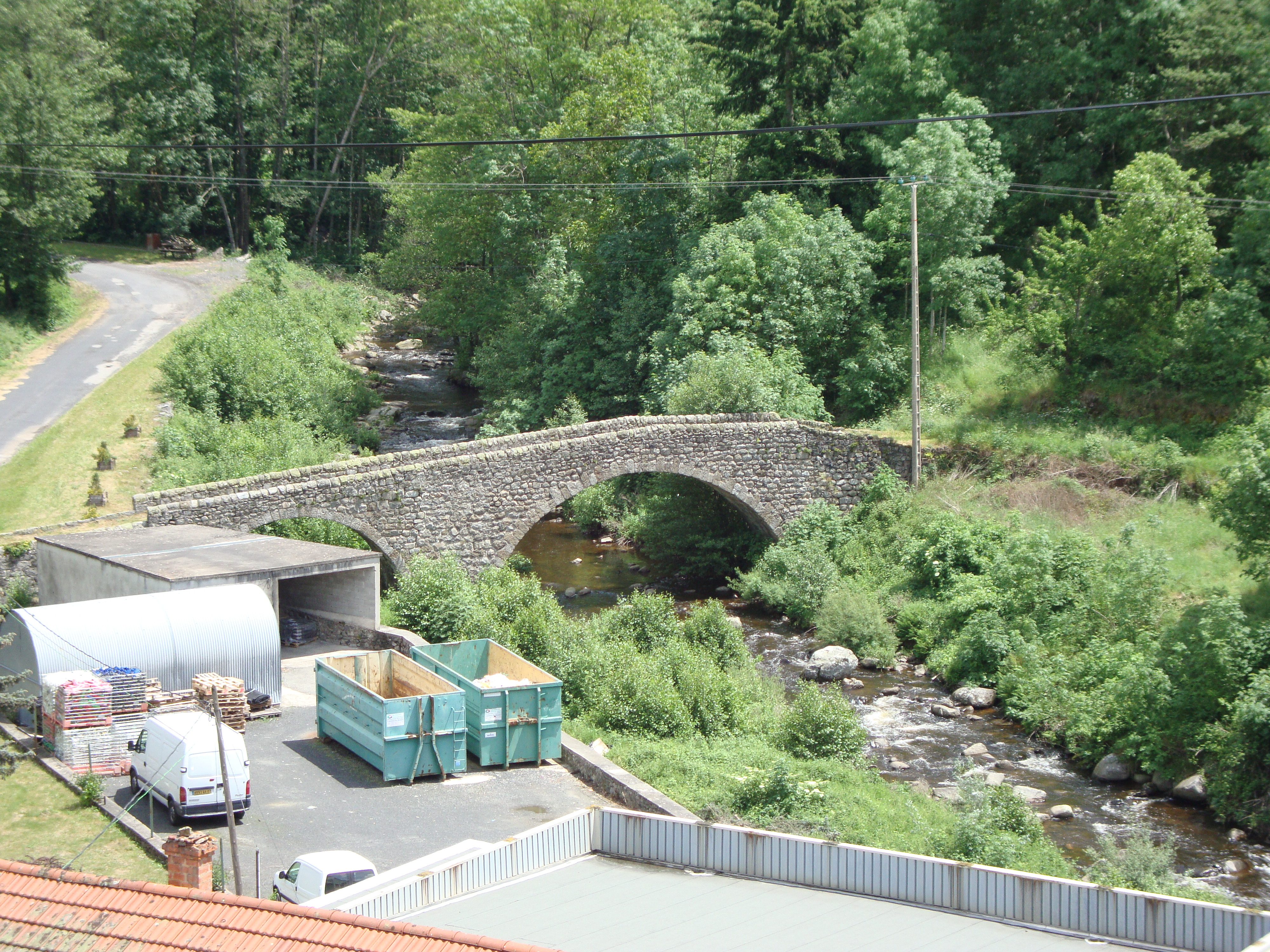
Brug over de Eyrieux

## Geografie
De oppervlakte van Saint-Julien-Boutières bedraagt 11,4 km², de bevolkingsdichtheid is 18,9 inwoners per km².
De onderstaande kaart toont de ligging van Saint-Julien-Boutières met de belangrijkste infrastructuur en aangrenzende gemeenten.

## Demografie
Onderstaande figuur toont het verloop van het inwonertal (bron: INSEE-tellingen).

Vanwege een beveiligingsprobleem met de MediaWiki Graph-software is het momenteel niet mogelijk deze grafiek weer te geven. Zodra de software is bijgewerkt zal de grafiek vanzelf weer zichtbaar worden.